# Corydalis handel-mazzettii
Corydalis handel-mazzettii là một loài thực vật có hoa trong họ Anh túc. Loài này được Fedde mô tả khoa học đầu tiên năm 1924.